# Cuerna unica
Cuerna unica är en insektsart som beskrevs av Nielson 1965. Cuerna unica ingår i släktet Cuerna och familjen dvärgstritar. Inga underarter finns listade i Catalogue of Life.